# Auberville-la-Renault

Auberville-la-Renault este o comună în departamentul Seine-Maritime, Franța. În 1 ianuarie 2022 avea o populație de 451 de locuitori.